# Brita Behm
Brita Behm, född 1670, död 1755, även kallad Järn-Brita, var brukspatron på Axmar bruk 1697–1755.

## Biografi
Brita Behm var dotter till assessorn i Bergskollegium Albrecht Behm och Catharina Johansdotter, samt syster till Emanuel Swedenborgs mor och via sin farmor Bureättling. Hennes bror Albrecht adlades med namnet De Behm.
När Brita Behms far dog 1679 blev det en arvsstrid om egendomarna, främst Axmars bruk. 1697 dog dock Britas man, professor Johan Swede, och hennes bror blev sinnessjuk, varför Behm då fick ta över bruket. Med uthållighet och en stark vilja hävdade Behm brukets rätt med gott resultat i flera processer, vilket föranledde namnet Järn-Brita. 1728 blev hon ensam ägare till bruket, efter att ätten Swedenborgs femtedel lösts ut. 
Vid Behms död 1755 tog hennes två dottersöner av ätten Rosenadler över.